# Seznam děkanů Právnické fakulty Univerzity Karlovy
Toto je seznam děkanů Právnické fakulty Univerzity Karlovy:

## 1882–1920 (c. k. česká Univerzita Karlo-Ferdinandova)
- Emil Ott 1882–1883, 1883–1884
- Alois Zucker 1884–1885
- Antonín Randa 1885–1886
- Jan Jaromír Hanel 1886–1887
- Matouš Talíř 1887–1888
- Jiří Pražák 1888–1889
- Josef Stupecký 1889–1890
- Emil Ott 1890–1891
- František Storch 1891–1892
- Matouš Talíř 1892–1893
- Albín Bráf 1893–1894
- Jan Jaromír Hanel 1894–1895
- Leopold Heyrovský 1895–1896
- Alois Zucker 1896–1897
- Jaromír Čelakovský 1897–1898
- Josef Stupecký 1898–1899
- Jiří Pražák 1899–1900
- Bohuslav Rieger 1900–1901
- Kamil Henner 1901–1902
- Albín Bráf 1902–1903
- Leopold Heyrovský 1903–1904
- Karel Hermann-Otavský 1904–1905
- Jaromír Čelakovský 1905–1906
- František Fiedler 1906–1907
- Kamil Henner 1907–1908
- Cyril Horáček 1908–1909
- Emanuel Tilsch 1909–1910

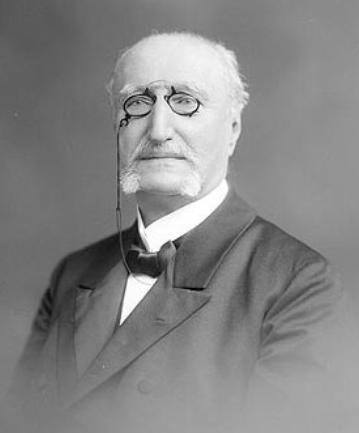
Antonín Randa, jehož jméno nese Randova nadace

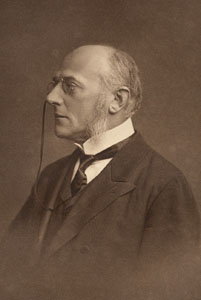
Leopold Heyrovský, zakladatel české romanistiky

- Josef Vančura 1910–1911, 1911–1912
- Josef Gruber 1912–1913
- August Miřička 1913–1914
- Josef Prušák 1914–1915
- Miloslav Stieber 1915–1916
- Jan Krčmář 1916–1917
- Josef Drachovský 1917–1918
- František Vavřínek 1918–1919
- Václav Hora 1919–1920

## 1920–1939 (Univerzita Karlova)

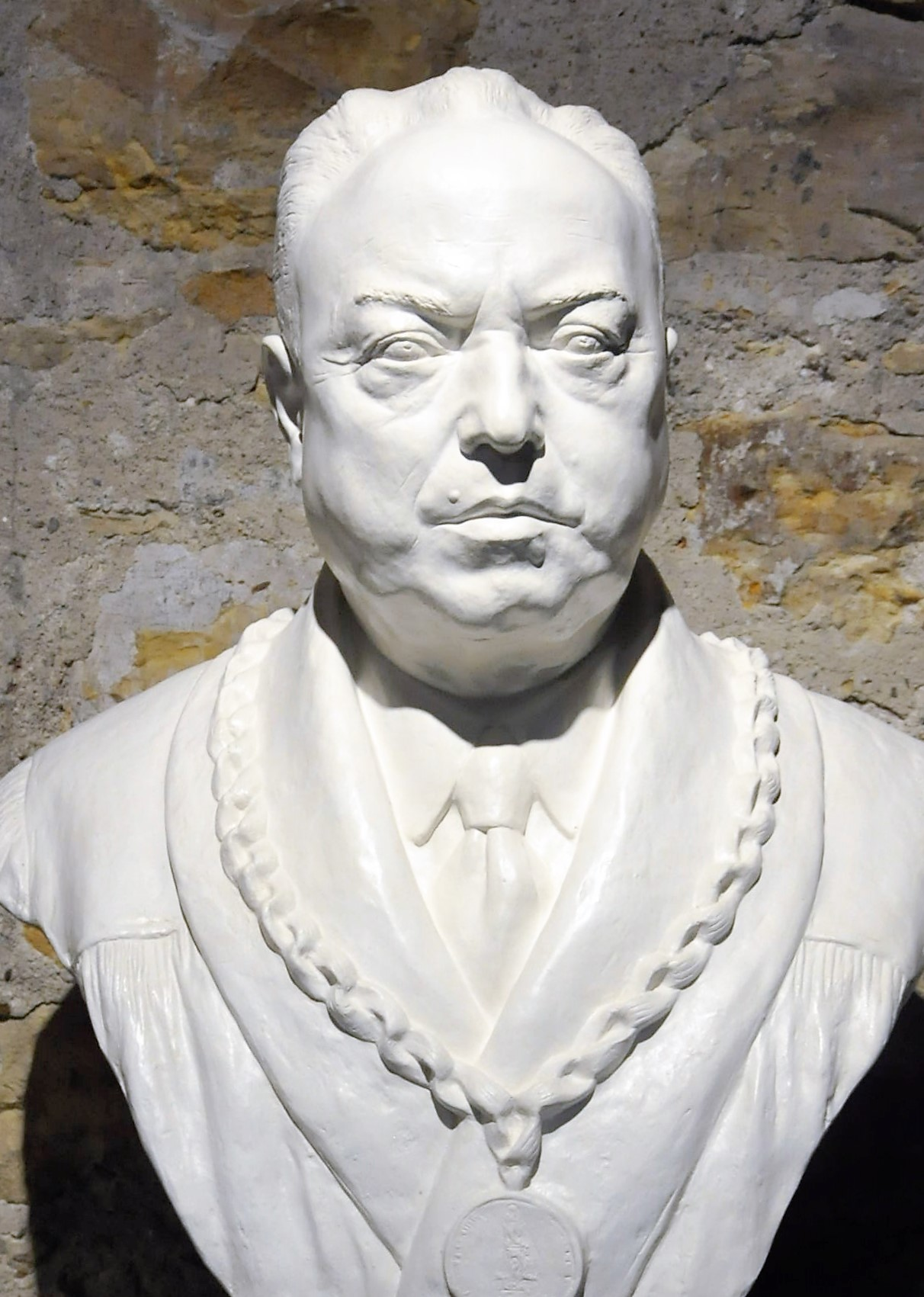
Busta Karla Hermanna-Otavského, prvního rektora Univerzity Karlovy po vzniku Československa

- Jan Kapras 1920–1921
- Vilém Funk 1921–1922
- Karel Hermann-Otavský 1922–1923
- Antonín Hobza 1923–1924
- Josef Vančura 1924–1925
- Jiří Hoetzel 1925–1926
- Karel Kadlec 1926–1927
- Vilibald Mildschuh 1927–1928
- August Miřička 1928–1929
- Emil Svoboda 1929–1930
- Miloslav Stieber 1930–1931
- Arnošt Wenig-Malovský 1931–1932
- Josef Drachovský 1932–1933
- Otakar Sommer 1933–1934
- Vilém Funk 1934–1935
- František Vavřínek 1935–1936
- Václav Hora 1936–1937
- Jan Kapras 1937–1938
- Jiří Hoetzel 1938–1939
- Antonín Hobza 1939 (do 17. 11.)

## Od 1945 (Univerzita Karlova)
- Arnošt Wenig-Malovský 1945 (letní semestr)
- Jan Matějka 1945–1946
- Theodor Saturník 1946–1947
- Cyril Horáček 1947–1948
- Josef Tureček 1948–1952
- Jan Bartuška 1952–1954
- Ferdinand Boura 1954–1957
- František Štajgr 1957–1958
- Valér Fábry 1958–1961
- Oldřich Průša 1961–1967
- Otakar Plundr 1967–1969
- Zdeněk Češka 1969–1973
- Vladimír Delong 1973–1980
- Josef Mečl 1980–1989
- Ivan Mucha 1990–1991
- Valentin Urfus 1991–1994
- Dušan Hendrych 1994–2000
- Vladimír Kindl 2000–2006
- Aleš Gerloch 2006–2014
- Jan Kuklík 2014–2022
- Radim Boháč od 2022